# Schallbach
Schallbach este o comună din landul Baden-Württemberg, Germania.

## Istorie
Schallbach a fost parte din proprietățile Abației Sfântului Blasiu.